# Jermaine Wattimena
Jermaine Wattimena (1988. március 9. –) holland dartsjátékos. 2008-tól 2014-ig a British Darts Organisation, majd 2014-től a Professional Darts Corporation tagja. Beceneve "The Machine Gun".

## Pályafutása

### BDO
Wattimena első győzelme a BDO-nál a 2008-as Malta Open volt, amelyen Vincent Busuttil-t sikerült legyőznie a döntőben. 2009-ben debütált a World Masters-en, amely első és egyetlen nagytorna részvétele volt a BDO-nál, amelyen a legjobb 24 között esett ki. 2014-ben megnyerte a German Gold Cup tornát, ahol Jan Dekker-t győzte le a fináléban 3–2-re. 2014-ben elhagyta a BDO-t és a PDC-nél folytatta pályafutását.

### PDC
Wattimenának rögtön az első PDC-s évében sikerült kijutnia a világbajnokságra, miután Kenny Neyens-t 6–3-ra legyőzte a PDC közép-európai kvalifikációs tornáján. A vb-n a selejtező körben kezdte meg szereplését, ahol végül 4–3-ra alulmaradt az akkoriban még horvát színekben induló Robert Marijanović ellen. A 2015-ös vb után részt vett a PDC Qualifying School-ban, ahol megszerezte a versenyeken való induláshoz szükséges PDC Tour kártyát. A 2015-ös UK Open-en az első körben legyőzte Jonny Claytont 5–1-re, majd a második fordulóban 5–4-re kikapott Kevin McDine ellen. A 2016-os vb-n már nem kellett selejtező meccset játszania, de az első körben így is kiesett Mensur Suljović-tól. A UK Open-en a harmadik körig jutott, ahol Alan Norris ellen kapott ki 9–7-re. Az év további részében még elért egy elődöntőt a Players Championship 15. állomásán, ahol többek között legyőzte Jonny Claytont, David Pallett-et, Peter Wright-ot és Jelle Klaasent is. Az elődöntőben Michael van Gerwen-től kapott ki 6–3-ra.
A következő világbajnokságon újra az első körben kiesett, ezúttal Daryl Gurney verte meg 3–1-re. Ebben az évben újra elődöntőt játszhatott egy Players Championship fordulóban, de a Kim Huybrechts-től elszenvedett 6–3-as vereséggel ismét lemaradt a döntőről.

## Világbajnoki szereplései

### PDC
- 2015: Selejtező kör (vereség  Robert Marijanović ellen 3–4)
- 2016: Első kör (vereség  Mensur Suljović ellen 1–3)
- 2017: Első kör (vereség  Daryl Gurney ellen 1–3)
- 2018: Második kör (vereség  Steve West ellen 1–4)
- 2019: Harmadik kör (vereség  Gary Anderson ellen 3–4)
- 2020: Második kör (vereség  Luke Humphries ellen 2–3)
- 2021: Harmadik kör (vereség  Dimitri Van den Bergh ellen 0–4)
- 2022: Első kör (vereség  Borisz Kolcov ellen 0–3)
- 2023: Első kör (vereség  Nathan Rafferty ellen 2–3)
- 2024: Második kör (vereség  Martin Schindler ellen 1–3)
- 2025: Harmadik kör (vereség  Peter Wright ellen 2–4)

## Döntői

### PDC nagytornák: 1 döntős szereplés
| Történet               |
| Európa-bajnokság (0–1) |

| Eredmény | Sorszám | Év   | Bajnokság        | Ellenfél a döntőben | Pontok   |
| Döntős   | 1.      | 2024 | Európa-bajnokság | Ritchie Edhouse     | 3–11 (l) |

1. ↑  (l) = pontszám legekben, (sz) = pontszám szettekben.

## Tornagyőzelmei
- German Gold Cup: 2014
- Malta Open: 2008
- PDC World Central European Qualifying Event: 2014